# Egfrido da Nortúmbria
Egfrido (Inglês antigo: Ecgfrið; em inglês:  Ecgfrith; c. 645 – 20 de maio de 685) foi um rei da Nortúmbria de 670 até a sua morte. Ele reinou sobre a Nortúmbria quando esta estava em seu auge, mas seu reinado foi encerrado de forma trágica, em uma batalha onde ele foi morto.

## Início do Reinado
Egfrido era filho do rei predecessor, Osvio da Nortúmbria. Beda relata em sua História Eclesiástica do Povo Inglês, que Egfrido foi feito refém durante a "corte da Rainha Cunuisa na província da Mércia" no tempo da invasão do rei Penda de Mércia na Nortúmbria, em 654 ou 655. No entanto, Penda foi derrotado e morto pelos nortúmbrios, sob a liderança de Osvio, na Batalha de Winwaed, uma vitória que aumentou o poder da Nortúmbria.

## Reinado
Egfrido foi feito rei de Deira, um sub-reino da Nortúmbria, em 664, e se tornou rei da Nortúmbria após a morte de seu pai em 15 de fevereiro de 670. Ele se casou com Eteltrida, filha de Ana da Ânglia Oriental, em 660; no entanto ela se tornou freira após a ascensão de Egfrido, um passo que possivelmente levou a sua longa disputa contra o arcebispo Vilfrido de Iorque. Egfrido teve uma segunda esposa, Eormemburgo, antes de 678, ano em que expulsou Vilfrido do reino.

### Contra os pictos
Em 671, na Batalha dos Dois Rios, ele acabou com uma rebelião dos pictos, estabelecendo um controle sob o norte da Grã-Bretanha pelos próximos 14 anos, e também criou um novo sub-reino no norte chamado de Laudônia. Egfrido, em 674, derrotou Vulfero de Mércia, reduzindo o Reino de Lindsey. Em 679, ele lutou uma guerra contra os mércios, sob o reinado de Etelredo (que se casou a irmã de Egfrido: Ostrida), no Rio Trent. O irmão de Egfrido, Elfivino foi morto em batalha e a província de Lindsey só se rendeu quando a paz foi restaurada com a intervenção de Teodoro de Cantuária.

### Irlanda
Em 684, Egfrido mandou uma expedição para a Irlanda, sob o comando de seu general Berht, a qual não obteve muito sucesso uma vez que não houve conquista nortúmbria. Mas a expedição teve sucesso na quantidade de escravos capturados e no montante de saques. Em 685, indo contra os avisos de Cuteberto de Lindisfarne, ele levou suas tropas contra os pictos verturianos, que eram liderados pelo seu primo Bridei mac Bili, mas as tropas de Egfrido foi derrotada na Batalha de Dunnichen. Essa derrota desastrosa deixou o poder da Nortúmbria enfraquecido no norte, e Beda marca esse período como o início do declínio da Nortúmbria, com a morte de Egfrido. Ele foi sucedido pelo seu meio-irmão ilegítimo Aldfrido.

### Dinheiro
Egfrido foi o primeiro rei a produzir moedas em grande escala, com uma ampla circulação, além de institucionalizar o pêni. Algumas moedas anglo-saxônicas já haviam sido produzidas, mas eram raras, sendo as mais comuns os Xelims ou trimessas, copiado do modelo romano. Os pennies, ou escetas, provavelmente foram copiados do modelo Merovíngios, e produzidos em larga escala.